# 楊貴妃 (2000年電視劇)
《楊貴妃》（英語：The Legend of Lady Yang）是香港電視廣播有限公司拍攝的古裝電視劇，全劇共20集，由向海嵐、江華、吳美珩及郭少芸領銜主演，並由曾偉權、阮兆祥及袁彩雲聯合演出，監製莊偉建，此劇為無綫電視拍攝製作第二部同名劇集，2000年首播，故事主要講述楊貴妃（楊玉環）的人物傳記故事。播放期間由李蕙敏主唱的主題曲《男兒再不負深情》也紅極一時。
此劇曾分別於2001年4月及2007年5月2日至6月26日在翡翠台逢星期一至五黃昏及下午時段重播，每集半小時，另外，此劇也曾於2002年10月24日在同一頻道中午時段短暫重播一集，每集一小時。

## 內容簡介
唐玄宗迷倒於楊玉環的風華絕色、出色舞姿！一次機緣下，令孤女楊玉環從此飛上枝頭變鳳凰，成為玄宗的寵妃，開始她的傳奇一生......萬千寵愛於一身，開始她與玄宗的浪漫愛情故事......
宮廷之內，是非之地，更是人心叵測！！宮廷內的妃嬪、王后開始妒忌她的智慧，武惠妃對楊玉環假言相好，卻暗中對環加以陷害，更挑撥環與梅妃之間恩怨，造成兩妃爭寵局面，使其意外流產及被打入冷宮！一切只為趕環出宮...但這一切卻令環更加得寵，更可以干預政事把弄權力...
玄宗知人善任，環的堂兄楊國忠在朝中穩步高升，卻惹來李林甫的抗衡，更促成安祿山叛變，揭開歷史「安史之亂」！禁軍領將陳玄禮更乘機提出要求，要求玄宗賜死環，否則六軍不發！一代美人從此香消玉殞......
使唐玄宗的晚年淒涼悲哀...

## 演員表

### 主要演員
| 演員   | 角色   | 居住宮殿   | 暱稱／關係 |
| 向海嵐 | 楊玉環 | 花萼雙煇樓 | 楊才人→宮女→楊才人→玉妃→楊貴妃 唐玄宗之後宮佳麗，被唐玄宗寵愛 江采蘋之天敵，後化敵為友 武惠妃、梁欣冬之好友，後反目 太后、王皇后之針對對象 安祿山之義母，後反目 曾被武惠妃、梁欣冬陷害 於第6集被梁欣冬下毒而流產 於第12集被武惠妃陷害而被太后打入冷宮，後失足跌落山坡導致毁容且被太后收監 於第13集無罪釋放 於第20集被安祿山强暴，後上吊自殺身亡 |
| 江 華  | 李隆基 | 興慶宮     | 唐玄宗 竇太后之子 王皇后、趙麗妃、武惠妃、江采蘋、楊玉環之夫 寵愛楊玉環、江采蘋 於第16集與楊玉瑤發生關係 於第20集病逝 |
| 吳美珩 | 江采蘋 | 倚梅閣     | 梅妃 唐玄宗之後宮佳麗，被唐玄宗寵愛 武惠妃之天敵 楊玉環之天敵，後化敵為友 王皇后之針對對象 曾被武惠妃陷害導致流產 於第16集懷孕 於第17集誕下怪胎 於第18集患上失心瘋而被打入冷宮，后康復 |
| 郭少芸 | 武氏   | 翔鶯閣     | 惠妃 唐玄宗之後宮佳麗 江采蘋之天敵 楊玉環之好友，後反目 曾陷害江采蘋導致其流產 曾陷害楊玉環、王皇后 與李林甫勾結 於第13集被碧影揭穿其罪行，後被箭射死 |
| 馮曉文 | 王氏   | 幸棲鳳閣   | 皇后 唐玄宗之妻 針對楊玉環、江采蘋 於第9集被武惠妃陷害而被唐玄宗貶為庶民 於第13集病逝 |
| 趙靜儀 | 趙氏   | 丹霞宮     | 麗妃 唐玄宗之後宮佳麗 李瑛之母 伍太醫之情婦 於第6集與伍太醫的姦情被拆穿而被處死 |
| 梁舜燕 | 竇氏   | 孝慈宮     | 太后 唐玄宗之母 居於孝慈宮 針對楊玉環 於第13集險被武惠妃刺殺 |

### 大唐皇族
| 演員   | 角色     | 暱稱／關係                                  |
| 何子健 | 李 瑛    | 唐玄宗、趙麗妃之子 居於丹霞宮 於第6集被處死 |
| 林芷君 | 静樂公主 | 大唐皇室 於第9集奉命嫁去吐蕃 於第10集被殺害 |
| 魯振順 | 寧 王    | 大唐皇室                                    |
| 郭德信 | 漢 王    | 大唐皇室                                    |
| 陳安琪 | 宜芳郡主 | 大唐皇室                                    |

### 楊家
| 演員   | 角色   | 暱稱／關係 |
| 黃天鐸 | 楊玄珪 | 楊玉玲、楊玉琇、楊玉瑤之父 楊國忠、楊玉環之叔父 於第20集被陳玄禮殺害 |
| 馬清儀 | 李 氏  | 楊玄珪之妻 楊玉玲、楊玉琇、楊玉瑤之母 楊國忠、楊玉環之叔母 於第20集被陳玄禮殺害                                                                                          |
| 曾偉權 | 楊國忠 | 楊御史 楊玄珪、李氏之侄兒 楊玉绣、楊玉玲、楊玉環之堂哥 楊玉瑤之堂哥兼情人 皇甫惟明、安祿山之好友 於第20集被陳玄禮殺害                                                    |
| 林其欣 | 楊玉琇 | 秦國夫人 楊玄珪、李氏之女 楊玉玲、楊玉瑤之姊 柳澄之妻 楊國忠之堂妹，楊玉環之堂姊 於第20集被陳玄禮殺害                                                                    |
| 戴少民 | 柳 澄  | 楊玉玲之夫 於第20集被陳玄禮殺害 |
| 林佩君 | 楊玉玲 | 韓國夫人 楊玄珪、李氏之女 楊玉琇之妹，楊玉瑤之姊 崔振聲之妻 楊國忠之堂妹，楊玉環之堂姊 於第20集被陳玄禮殺害                                                              |
| 張漢斌 | 崔振聲 | 楊玉琇之夫 於第20集被陳玄禮殺害 |
| 袁彩雲 | 楊玉瑤 | 虢國夫人 楊玄珪、李氏之三女 楊玉玲、楊玉绣之妹 楊國忠之堂妹兼情人 楊玉環之堂姐 裴太守之前妻 於第16集與唐玄宗發生關係 於第19集被安祿山强暴，後懷孕而堕胎 於第20集自殺身亡 |
| 向海嵐 | 楊玉環 | 楊才人→宮女→楊才人→玉妃→楊貴妃 楊玄珪、李氏之侄女 楊國忠、楊玉玲、楊玉绣、楊玉瑤之堂妹 參見大唐皇族                                                                      |

### 太监／宫女
| 演員   | 角色   | 暱稱／關係 |
| 廖啟智 | 高力士 | 唐玄宗之貼身太監 於第13集被封為驃騎大將軍 |
| 陳榮峻 | 莊公公 | 太監 |
| 麥嘉倫 |        | 太監 |
| 吳亦謙 |        | 太監 |
| 嚴文軒 |        | 太監 |
| 黃梓瑋 | 雪 香  | 皇太后之近身侍婢兼干女兒 於第13集為太后擋箭而被箭刺伤                                                                                              |
| 陳楚翹 | 寶 珍  | 王皇后之近身侍婢 |
| 何綺敏 | 蓮 兒  | 趙麗妃之近身侍婢 於第7集自殺身亡 |
| 陳 琪  | 碧 影  | 武惠妃之近身侍婢 於第13集揭穿武惠妃之罪行 |
| 陳肖明 | 綺 紅  | 原為鄭國夫人之近身侍婢，後為武惠妃之近身侍婢 |
| 宋芝龄 | 謝亞蠻 | 江采蘋之近身侍婢 |
| 劉美珊 | 梁欣冬 | 梁才人→宮女→玉妃之近身侍婢 原本與楊玉環入宮為才人，後因在頭上之花加蜂蜜之計失敗被王皇后降為宮女 楊玉環之好友，後反目，针对并陷害其 於第9集咬舌自盡 |
| 施 敏  | 念 奴  | 楊玉環之近身侍婢 |
| 李燕珊 | 宮 女  | 皇太后貼身宮女 |
| 翟佩雲 | 宮 女  | 武惠妃之貼身宮女 |
| 楊茜堯 | 宮 女  | 曾為皇太后、武惠妃之貼身宮女，後為楊玉環之貼身宮女                                                                                                 |
| 楊凱慈 | 宮 女  | 静樂公主之近身侍婢 於第11集被殺害 |

### 其他演員
| 演員     | 角色           | 暱稱／關係                                                                                          |
| 阮兆祥   | 安祿山         | 楊玉環之義子，后反目 皇甫惟明、楊國忠之好友，后反目 於第19集强暴楊玉環、楊玉瑤 於第20集殺死皇甫惟明 |
| 郭 峰    | 李林甫         | 李丞相 與武惠妃勾結 於第14集被革職及被貶為庶民                                                      |
| 郭政鴻   | 皇甫惟明       | 大將軍 安祿山、楊國忠之好友，后反目 於第20集被安祿山杀害                                            |
| 李國麟   | 郭子儀         | 将军                                                                                                |
| 劉家輝   | 陳玄禮         | 於第20集殺害楊家眾人                                                                                |
| 劉桂芳   | 鄭國夫人       | 与武惠妃勾结                                                                                        |
| 王俊棠   | 史思明         | 与安祿山勾结                                                                                        |
| 李子奇   | 裴太守         | 杨玉瑶之前夫                                                                                        |
| 游 飆    | 黃英傑         | |
| 陳勉良   | 知 府          | |
| 王偉樑   | 李 白          | |
| 李龍基   | 宋 渾          | |
| 李鴻杰   | 賀知章         | |
| 邵卓堯   | 李適之         | |
| 方 杰    | 官 員          | |
| 焦 雄    | 高尚書         | |
| 鄧汝超   | 官 員          | |
| 鄧汝超   | 將 軍          | |
| 華忠男   | 官 員          | |
| 凌 漢    | 官 員/九 叔    | |
| 杜大偉   | 楊府僕人       | |
| 歐家瑋   | 侍 衛/探 子    | |
| 李啟傑   | 侍 衛          | |
| 李中希   | 侍 衛          | |
| 林遠迎   | 侍 衛          | |
| 林遠迎   | 蒙面人         | |
| 林遠迎   | 管 家          | |
| 蒲茗藍   | 侍 衛          | |
| 蒲茗藍   | 蒙面人         | |
| 許明志   | 侍 衛          | |
| 何偉業   | 侍 衛          | |
| 官仲銘   | 士 兵          | |
| 賀文傑   | 士 兵          | |
| 鍾建文   | 士 兵          | |
| 劉志清   | 士 兵          | |
| 譚權輝   | 士 兵          | |
| 譚權輝   | 手 下          | |
| 湯俊明   | 士 兵          | |
| 楊 明    | 守 將          | |
| 勞少娟   | 程楚君         | |
| 周凱珊   | 才人妃子       | |
| 陳瑞華   | 才人妃子       | |
| 蘇麗明   | 才人妃子/宮 女 | |
| 姚啟善   | 才人妃子       | |
| 傅楚卉   | 才人妃子       | |
| 陳紫媚   | 張才人         | 居於凌煙閣 患有失心瘋                                                                               |
| 蘇恩磁   | 素月真人       | |
| 曾慧雲   | 道 姑          | |
| 周家怡   | 道 姑          | |
| 任港秀   | 道 姑          | |
| 洪菁儀   | 道 姑          | |
| 徐 榮    | 樂 師/南詔士兵 | |
| 歐陽國璋 | 樂 師          | |
| 梁健平   | 伍太醫         | 趙麗妃之情夫 於第6集與麗妃的奸情被揭發而被處死                                                      |
| 招石文   | 太 醫          | |
| 魏惠文   | 關太醫         | |
| 張智軒   | 手 下          | |
| 鄧建邦   | 手 下          | |
| 張鴻昌   | 楊 銛          | |
| 何啟南   | 楊 錡          | |
| 馮瑞珍   | 娥 姐          | |
| 黃俊伸   | 和 尚/南詔士兵 | |
| 廖麗麗   | 大 妗          | |
| 黃仲匡   | 管 家          | |
| 何君龍   | 吐蕃使者       | |
| 甘子正   | 周大牛         | |
| 陳中堅   | 老驛兵         | |
| 譚一清   | 老驛兵         | |
| 曾健明   | 龟 奴          | |
| 羅君左   | 風水師         | |
| 黄煒林   | 村 民          | |
| 黎秀英   | 稳 婆          | |
| 羅 蘭    | 龍 婆          | （第19、20集）                                                                                      |

## 電視原聲
| 曲序 | 曲名           | 作曲   | 編曲   | 填詞 | 歌手           | 監製           |
| ---- | -------------- | ------ | ------ | ---- | -------------- | -------------- |
| 1    | 妃舞           | 丁菲飛 | 丁菲飛 |      |                | 丁菲飛         |
| 2    | 男兒再不負深情 | 黃霑   | 梁基爵 | 黃霑 | 李蕙敏         | 方樹樑、張碩嵐 |
| 3    | 窗外           | 黃霑   | 丁菲飛 |      |                | 丁菲飛         |
| 4    | 愛恨浮沉       | 黃霑   |        |      |                | 丁菲飛         |
| 5    | 還情           | 黃霑   |        |      |                | 丁菲飛         |
| 6    | 霓裳羽衣       | 黃霑   | 梁基爵 | 黃霑 | 李蕙敏、丁菲飛 | 方樹樑、張碩嵐 |
| 7    | 出遊           | 黃霑   | 丁菲飛 |      |                | 丁菲飛         |
| 8    | 豔陽天         | 黃霑   | 丁菲飛 |      |                | 丁菲飛         |
| 9    | 遠空的呼喚     | 黃霑   | 丁菲飛 |      |                | 丁菲飛         |
| 10   | 蝶舞           | 丁菲飛 | 丁菲飛 |      |                | 丁菲飛         |
| 11   | 清平調         | 黃霑   | 梁基爵 | 李白 | 丁菲飛         | 方樹樑、張碩嵐 |
| 12   | 春去春來       | 黃霑   | 丁菲飛 |      |                | 丁菲飛         |
| 13   | 半個月亮       | 黃霑   | 丁菲飛 |      |                | 丁菲飛         |
| 14   | 奔走           | 黃霑   | 丁菲飛 |      |                | 丁菲飛         |
| 15   | 陰             | 黃霑   | 丁菲飛 |      |                | 丁菲飛         |
| 16   | 萬里白雲萬里路 | 黃霑   | 梁基爵 | 黃霑 | 譚詠麟、丁菲飛 | 方樹樑、張碩嵐 |
| 17   | 出征           | 黃霑   | 丁菲飛 |      |                | 丁菲飛         |
| 18   | 低泣           | 黃霑   | 丁菲飛 |      |                | 丁菲飛         |
| 19   | 長恨歌         | 黃霑   | 梁基爵 | 黃霑 | 丁菲飛         | 方樹樑、張碩嵐 |
| 20   | 躑躅           | 黃霑   | 丁菲飛 |      |                | 丁菲飛         |
| 21   | 仙舞           | 丁菲飛 | 丁菲飛 |      |                | 丁菲飛         |

## 與史載有商榷之處
- 剧中唐玄宗生母窦太后一直到后期依然健在，但历史上昭成皇后窦氏已于武则天在位时期被秘密处死。
- 本劇描述楊玉環為唐玄宗時選取秀女入宮成為玄宗才人，但歷史上的楊玉環本為玄宗和武惠妃之兒媳（壽王李琩之妃），被玄宗看中後借故下令她入道觀出家，之後命其還俗並納為貴妃。另外史載玄宗納楊玉環為貴妃時已六十一歲，比後者大三十四歲。
- 剧中王皇后和武惠妃之結局與史實有異：王皇后早於开元十二年（724年）被貶為庶民後病逝，楊王環於開元二十三年（736年）才成為武惠妃之兒媳，與王皇后沒有任何交集；武惠妃為楊玉環夫婿李琩生母，於开元二十五年（737年）病死，楊玉環在天寶四年（745年）才被玄宗納入後宮。
- 本劇大結局劇情稱唐玄宗欲於马嵬坡反擊安史聯軍，與大部份文史所載的马嵬坡事件不同。
- 本劇大結局旁白稱安史之亂是由唐玄宗平定的，惟大部份文史所載安史之亂是在唐代宗年間才平定的。

## 外部連結
- 無綫電視官方網頁(TVBI) - 楊貴妃 （页面存档备份，存于）